# Thần Nghi
Thần Nghi (zm. 1216) – wietnamski mistrz thiền ze szkoły vô ngôn thông.

## Życiorys
Pochodził z Ngoại Trại. Jego świeckie nazwisko to Quách. Jego rodzina od pokoleń praktykowała praktyki oczyszczające. 
Thần Nghi został mnichem u mistrza Thườnga Chiếu w klasztorze Lục Tổ. Gdy mistrz był tuż przed śmiercią, Thần Nghi spytał go: „Wszyscy ludzie dochodzą do tego momentu: dlaczego także ty umrzesz jak zwyczajna osoba?” Thường Chiếu spytał: „Jak wielu ludzi pamiętasz, którzy nie byli zwyczajnymi ludźmi?” Thần Nghi powiedział: „Tylko Bodhidharmę”. Thường Chiếu spytał: „Co w nim jest takiego nadzwyczajnego?” Thần Nghi powiedział: „On z zadowoleniem powrócił sam na zachód”. Thường Chiếu spytał: „Czyj dom jest na górze Xiong’er?” Thần Nghi powiedział: „On pochował swój but w trumnie”. Thường Chiếu powiedział: „W określeniach oszukiwania ludzi, Thần Nghi jest na szczycie”. Thần Nghi powiedział: „Nie możesz powiedzieć, że Song Yun szerzył fałszywe pogłoski; a co z faktem, że Zhaungdi otworzył trumnę?” Thường Chiếu krzyknął: „Pies szczeka bez przyczyny”. Thần Nghi powiedział: „Czy ty postępujesz za konwenansami, czy nie, mistrzu?” Thường Chiếu powiedział: „Tak”. Thần Nghi powiedział: „Dlaczego?” Thường Chiếu powiedział: „Ponieważ jestem w tej samej linii z nim”. W tym momencie Thần Nghi osiągnął nagle oświecenie. Pokłonił się przed mistrzem i powiedział: "Wszystko źle rozumiałem." Thường Chiếu krzyknął.
Później Thần Nghi nauczał w wiosce Thị Trung w Kim Bài w świątyni Thắng Quang.
Osiemnastego dnia drugiego miesiąca w szóstym roku, bính tí, okresu Kiến Gia, czyli w 1216 roku, Thần Nghi wręczył uczniowi Ẩn Khôngowi Nam Tông Tự Pháp Đồ (Diagram następstwa Dharmy w południowej szkole) i powiedział: „Chociaż sprawy są w tych dniach chaotyczne, powinieneś troskliwie zachować go. Nie pozwól, aby został zniszczony w wojnach, tak aby nauki naszych przodków nie zanikły”. 
Po tych słowach zmarł.

## Linia przekazu Dharmy zen
Pierwsza liczba oznacza liczbę pokoleń mistrzów od 1 Patriarchy indyjskiego Mahakaśjapy.
Druga liczba oznacza liczbę pokoleń od 28/1 Bodhidharmy, 28 Patriarchy Indii i 1 Patriarchy Chin.
Trzecia liczba oznacza początek nowej linii przekazu w danym kraju.
- 33/6. Huineng (638-713)
  - 34/7. Nanyue Huairang (677-744) szkoła hongzhou
    - 35/8. Mazu Daoyi (707-788)

  - 36/9. Baizhang Huaihai (720-814)
    - 37/10/1. Vô Ngôn Thông (759-826) Wietnam - szkoła vô ngôn thông
      - 38/11/2. Cảm Thành (zm. 860)
        - 39/12/3. Thiện Hội (zm. 900)
          - 40/13/4. Vân Phong (zm. 956)
            - 41/14/5. Khuông Việt (933-1011)
              - 42/15/6. Đa Bảo (zm. po 1028)
                - 43/16/7. Định Hương (zm. 1051)
                  - 44/17/8. Viên Chiếu (999-1090)
                    - 45/18/9. Thông Biện (zm. 1134)
                      - 46/19/10. Biện Tâi (bd)
                      - 46/19/10. Đạo Huệ (zm. 1173)
                        - 47/20/11. Tịnh Lực (1112–1175)
                        - 47/20/11. Trí Bảo (zm. 1190)
                        - 47/20/11. Trường Nguyên (1110–1165)
                        - 47/20/11. Minh Trí (zm. 1196)
                          - 48/21/12. Quảng Nghiêm (1122–1190
                            - 49/22/13. Thường Chiếu (zm. 1203)
                              - 50/23/14. Thông Thiền (zm. 1228) laik
                                - 51/24/15. Tức Lự (bd)
                                  - 52/25/16. Ứng Vương (bd) laik

                              - 50/23/14. Thần Nghi (zm. 1216)
                                - 51/24/15.. Ẩn Không (bd)

                        - 47/20/11. Tín Học (zm. 1190)
                        - 47/20/11. Tịnh Không (1091–1170)
                        - 47/20/11. Dại Xả (1120–1180)

                  - 44/17/8. Cứu Chỉ
                  - 44/17/8. Bảo Tính (zm. 1034)
                  - 44/17/8. Minh Tâm (zm. 1034)

                - 43/16/7. Thiền Lão
                  - 44/17/8. Quảng Trí
                    - 45/18/9. Mãn Giác (1052–1096)
                      - 46/19/10. Bổn Tịnh (1100–1176)

                    - 45/18/9. Ngộ Ấn (1020–1088)